# Bobby Brookmeyer and His Orchestra
Bobby Brookmeyer and His Orchestra è un album di Bob Brookmeyer pubblicato dall'etichetta Vik Records nel 1983. Si tratta di una ripubblicazione dell'album Brookmeyer del 1957.

## Tracce
Lato A
1. Oh Jane Snavely – 3:09 (Bob Brookmeyer)
2. Nature Boy – 7:06 (Eden Ahbez)
3. Just You and Me – 2:41 (Jesse Greer, Raymond W. Klages)
4. I'm Old Fashioned – 2:55 (Jerome Kern, Johnny Mercer)
5. Gone Latin – 3:07 (Bob Brookmeyer)
6. Zing Went the Strings of My Heart – 6:12 (James F. Hanley)
7. Big City Life – 4:11 (Bob Brookmeyer)
8. Confusion Blues – 4:17 (Bob Brookmeyer)
9. Open Country – 6:12 (Bob Brookmeyer)

## Musicisti
- Bob Brookmeyer - trombone